# Potok pri Vačah
Potok pri Vačah je naselje v Občini Litija.